# Nahhunte-Utu

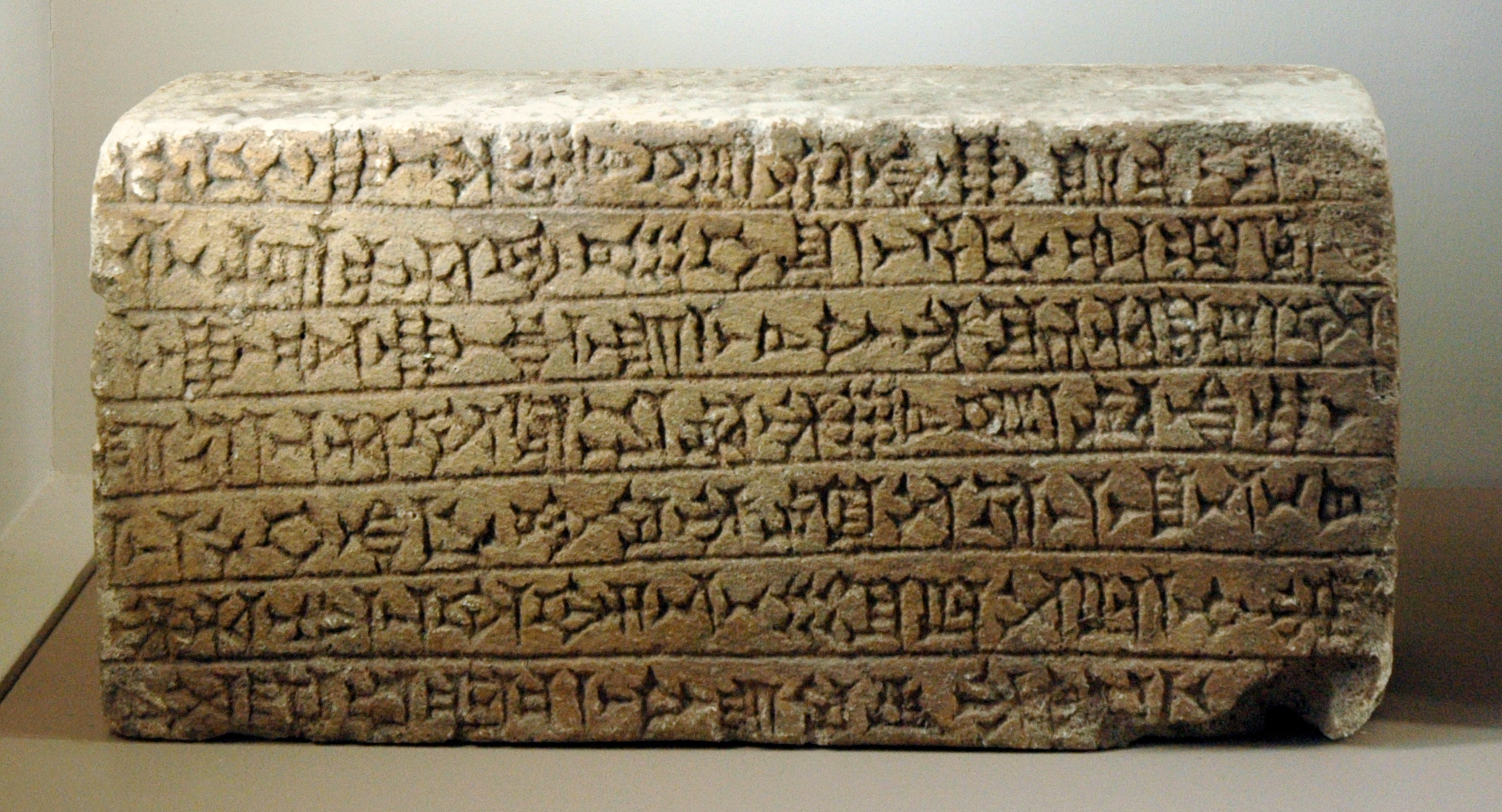
Ziegel mit einer Bauinschrift des Šilḫak-Inšušinak I.: […] Für mich und die Dame Nahhunte-Unu, mit der ich eine Dynastie gegründet habe, damit unsere Nachkommenschaft nicht aussterbe […]

Nahhunte-Utu war eine elamitische Königin um 1150 v. Chr.
Nahhunte-Utu scheint eine besondere Position eingenommen zu haben und steht im Zusammenhang mit drei elamitischen Herrschern. In einer Inschrift des Kutir-Nahhunte III. aus Buschir wird sie genannt. Diese Inschrift besagt, dass der dortige Tempel nicht nur für das Leben des Herrschers, sondern auch für das der Nahhunte-Utu und ihrer Nachkommen renoviert wurde. Es wurde deshalb vermutet, dass sie die Gemahlin oder Schwester von Kutir-Nahhunte III. war, ohne dass dies jedoch explizit gesagt wird. Mit Sicherheit war sie jedoch die Gemahlin von Šilhak-Inšušinak I., dem sie neun Kinder gebar. Darunter war auch Hutelutuš-Inšušinak, der Nachfolger von Šilhak-Inšušinak I. werden sollte.